# Verdetsche Kohärenzbedingung
Die Verdetsche Kohärenzbedingung (nach Marcel Émile Verdet (1824–1866)) ist ein Begriff aus der Optik, welcher bei Beugung am Einzel- bzw. Doppelspalt  Anwendung findet, wenn mit einem Beleuchtungsspalt (räumlich) kohärentes Licht erzeugt werden soll. 
Diese setzt fest, welche Breite ein Beleuchtungsspalt maximal haben darf, um hinreichend kohärentes Licht zu erzeugen, sodass mit dem damit beleuchteten Beugungsspalt ein Beugungsmuster erzeugt werden kann.
{\displaystyle D\cdot {\frac {d}{f}}=D\cdot \sin(\vartheta )\leq \lambda }
mit
- {\displaystyle \lambda }: Wellenlänge
- {\displaystyle D}: Breite des Beleuchtungsspalt
- {\displaystyle d}: Breite des Beugungsspalts (bzw. Spaltabstand beim Doppelspalt)
- {\displaystyle f}: Brennweite der Linse zwischen Beleuchtungs- und Beugungsspalt
- {\displaystyle \vartheta }: halber effektiver Öffnungswinkel zwischen Beleuchtungs- und Beugungsspalt